# Bíró György (újságíró)
Bíró György (Tiszaföldvár, 1902. július 26. – 1944. deportálásban) magyar hírlapíró, költő.

## Életútja
Középiskoláit Szegeden és Nagyváradon végezte. 1920-tól a nagyváradi Szabadság, majd a Nagyvárad munkatársaként működött. 1922-ben a kolozsvári Előre főmunkatársa, 1929-ben a Romániai Rádió Szaklap szerkesztője. Versei, riportjai az erdélyi és budapesti színházi, irodalmi folyóiratokban, valamint a bécsi Tűzben jelentek meg. Őszutó (Nagyvárad, 1920) című verskötettel is jelentkezett, szerkesztette az Auto-Almanach 1929 című román és magyar nyelvű kötetet (Nagyvárad, 1929), s Tíz év a nagyváradi magyar színjátszás történetéből című esszéjét közölte a 60. évét ünneplő Nagyvárad című lap jubileumi albuma (Nagyvárad, 1930).